# Air Malta

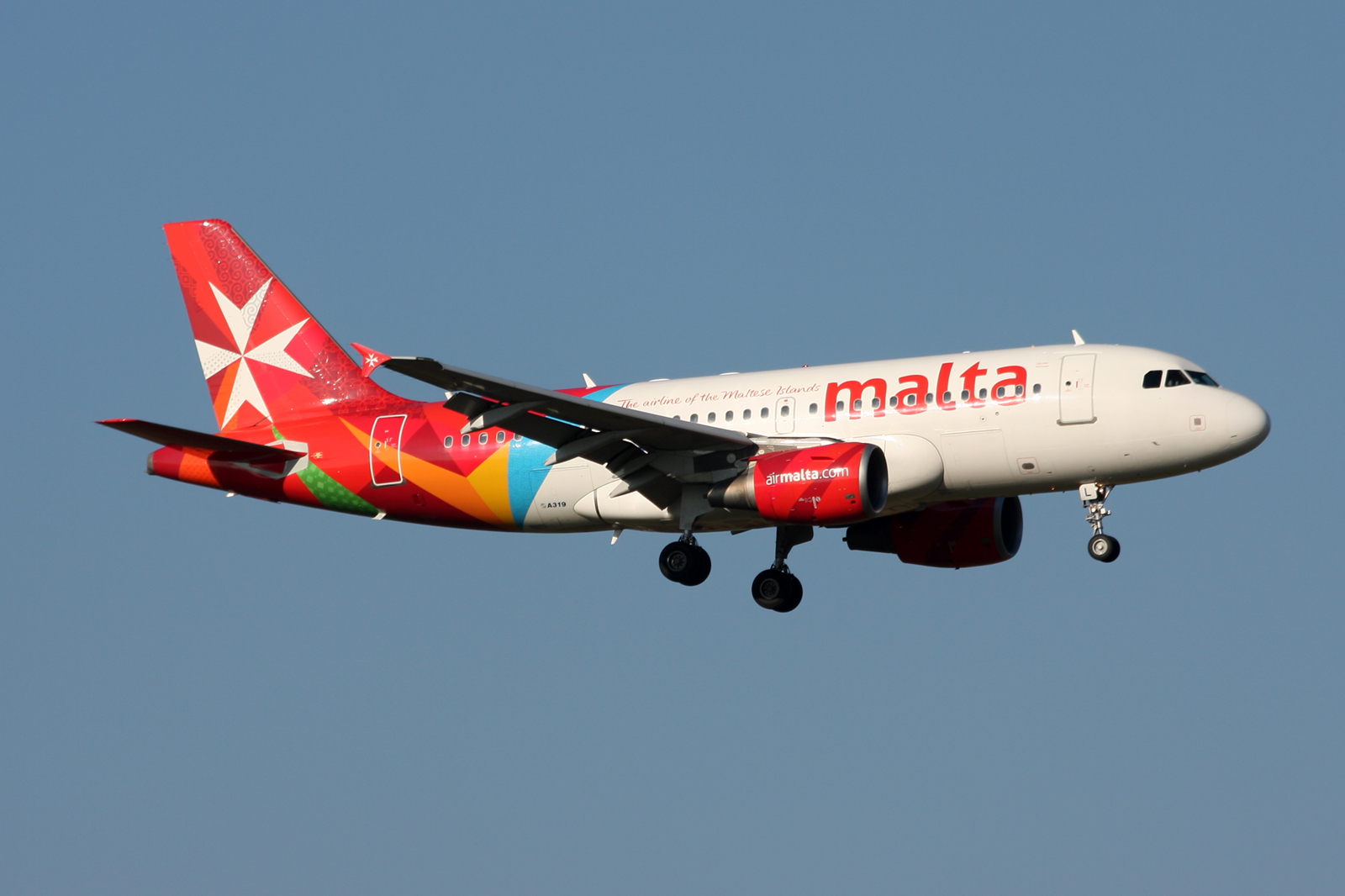
Airbus A319 společnosti Air Malta, 2016

Air Malta byla maltská vlajková letecká společnost, která provozovala lety do Evropy, Středního východu a severní Afriky. Air Malta vznikla ze dvou soukromých menších leteckých společností (Malta Airlines a Air Malta), které se roku 1973 spojily.
Společnost Air Malta ukončila provoz 30. března 2024 a hned následující den ji nahradil nový vlajkový dopravce KM Malta Airlines.

## Působení v Česku
Společnost Air Malta létala pravidelně sezónně na pražské letiště Václava Havla. Lety sem byly spuštěny v roce 2005. Několikrát společnost létala také chartery do Brna.